# Melanesien

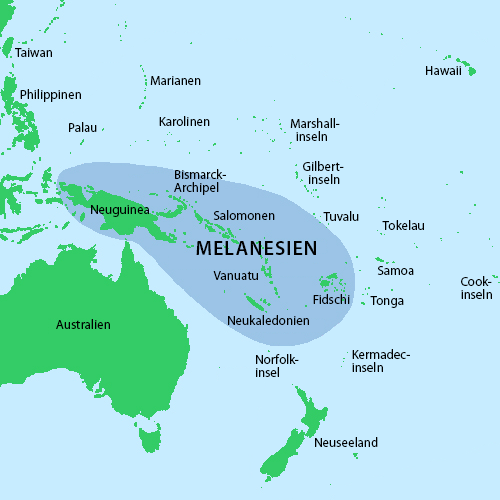
Karte Melanesiens

Melanesien (von altgriechisch μέλας melas „schwarz“ und νῆσος nēsos „Insel“) nennt man die pazifischen Inselgruppen, die von dunkelhäutigen Menschen besiedelt wurden, die weder polynesische noch mikronesische Sprachen sprechen. Die Inseln liegen nordöstlich von Australien.

## Geographie
Die Region hat eine Fläche von 940.000 km², auf der etwa 10 Millionen Menschen leben. Zur Region werden die Staaten Papua-Neuguinea, Salomonen, Fidschi und Vanuatu, die indonesische Region Westneuguinea, das französische Überseeterritorium Neukaledonien sowie die australischen Torres-Strait-Inseln gezählt. Ethnien, die zu den Melanesiern gezählt werden, leben auch in den umgebenden Regionen.

## Territorien
Melanesien setzt sich aus diesen Staaten und abhängigen Territorien zusammen:
| Lage | Flagge | Land                                 | Hauptstadt      | Fläche in km²               | Bevölkerung |
| ---- | ------ | ------------------------------------ | --------------- | --------------------------- | ----------- |
|      |        | Papua-Neuguinea                      | Port Moresby    | 462.840                     | 8.251.000   |
|      |        | Salomonen                            | Honiara         | 28.896                      | 622.469     |
|      |        | Fidschi                              | Suva            | 18.274                      | 915.696     |
|      |        | Vanuatu                              | Port Vila       | 12.190                      | 258.000     |
|      |        | Papua (Provinz Indonesiens)          | Jayapura        | 365.466                     | 3.149.400   |
|      |        | Papua Barat (Provinz Indonesiens)    | Manokwari       | 115.364                     | 871.500     |
|      |        | Neukaledonien (zu Frankreich)        | Nouméa          | 18.576                      | 280.460     |
|      |        | Torres-Strait-Inseln (zu Australien) | Thursday Island | 48.000 (Landfläche 566 km²) | 4.514       |

## Bevölkerung
2017 hatte Melanesien laut UN zirka 10,3 Millionen Einwohner. Die Bevölkerungswachstumsrate von Melanesien gehörte in den letzten Jahrzehnten zu den höchsten der Welt und begann erst in den letzten Jahren, sich abzuschwächen. Viele Bewohner der melanesischen Inseln sind vom ansteigenden Meeresspiegel bedroht.

### Entwicklung
| Jahr | Einwohnerzahl |
| ---- | ------------- |
| 1950 | 2.165.340     |
| 1960 | 2.663.684     |
| 1970 | 3.399.118     |
| 1980 | 4.431.111     |
| 1990 | 5.669.948     |
| 2000 | 7.193.988     |
| 2010 | 8.983.311     |
| 2017 | 10.320.506    |

Quelle: UN